# Starpoint Gemini 2
Starpoint Gemini 2 (аббревиатура SPG 2 или SP 2) — космический симулятор, разработанный хорватской компанией Little Green Men Games. Это прямой сиквел к игре Starpoint Gemini, выпущенной в 2010 году.

## Особенности
Starpoint Gemini 2 это космический 3D симулятор/RPG. Игровой мир это система Gemini, состоящая из множества близких звездных систем. Игрок управляет одним кораблем из около 70 возможных, контролируя отдельное космическое судно, а не флот, хотя ведомые корабли и офицеры судна для найма тоже присутствуют в игре. Игра включает как изначально созданные сюжетные миссии, так и полностью сгенерированные задания, зависящие от действий игрока.
В начале 2014 года, LGM Games стали официальными разработчиками технологии Oculus Rift. Их объявленный план это «выполнить все необходимые модификации в рендеринге и разрешении, чтобы игроки смогли испытать все предложенные возможности Oculus Rift».

## Игровой процесс
Игрок может выбрать между кампанией или свободным режимом. Игра включает в себя общий игровой процесс космического симулятора, где игрок выступает в роли капитана крупных космических кораблей, нежели более классических истребителей.

Игрок обладает свободой делать то, что захочет. Для этого в игре присутствуют самые различные профессии, начиная космическими пиратами, торговцами, шахтёрами, учеными и исследователями и заканчивая хранителями закона. Игрок свободен изучать эти профессии как он пожелает, но в игре также присутствуют классы, один из которых необходимо выбрать при создании персонажа. Всего есть 3 класса: Командир, Стрелок и Инженер. Командир специализируется в контроле флота, Стрелок в атакующих способностях, а Инженер является смесью этих двух классов со специальными способностями поддержки.

## Механика боя
Игрок может контролировать оружие через систему основанную на турелях. В зависимости от типа корабля он имеет установленное количество оружия, их положение и угол огня турелей. Игрок также можно лично увеличить или уменьшить количество турелей на его корабле. Система оружия включает в себя легкое вооружение(лучевое, рельсовое, плазмо оружие) и тяжелое вооружения(ракеты). Система щитов также имеет нестандартный подход, имея 4 части щита, вместо обычной целой системы. Игрок можно использовать до 4 умений, зависимых от выбранного класса, а также специальную экипировку, влияющую на боевые способности. Все это обеспечивает тактический и быстрый геймплей.

## Кампания
В кампании игрок выступает в роли Адриана Фолкнера (англ. Adrian Faulkner), 22-летного сына легендарного героя Лиги Gemini Гэбриэла Фолкнера, известного подвигами в последней войне Gemini. Игрок путешествует по космосу, чтобы раскрыть тайны смерти его отца и его вклада в защиту Gemini от инопланетных вторжений. При прохождении кампании игрок может в любой момент остановить своё продвижение по сюжетной линии и насладиться всеми особенностями свободного режима.

## Свободный режим
Игрок попадает в огромную галактику на стартовом корабле, с возможностью исследовать мир и взаимодействовать с ним по своему усмотрению. Игрок не обязан выполнять задания, и это обеспечивает игру жанра песочница.

## Разработка
- Декабрь 2011: Первое объявление о создании игры.
- Январь 2013: LGM договаривается с Iceberg Interactive о выпуске игры.
- Сентябрь 2013: Альфа-релиз в Steam.
- Март 2014: Бета-релиз в Steam.
- Сентябрь 2014: Трейлер[1] и финальный релиз в Steam.

## Отзывы
| Сводный рейтинг | Сводный рейтинг |
| Агрегатор       | Оценка          |
| --------------- | --------------- |
| GameRankings    | 74,09 %         |

Starpoint Gemini 2 получила положительные оценки критиков. GameRankings и Metacritic оценили игру в 74,09 % и 70/100.
Патрик Карлсон из PC Gamer описал игру как «Одна из самых позитивных и расслабляющих игр, которые я играл в последнее время».
Николас Плуффе из Canadian Online Gamers поблагодарил разработчиков за «потерю в своем маленьком мире».
Ник Норт из Strategy Informer похвалил игру за систему пиратства: «Вы хотите стать жестоким пиратом, атакующим слабые транспортные корабли или незащищенные станции шахтеров? Тогда эта игра для вас.»
Ди Лорензо Балдо из IGN Italia описал игру как «Лучшее лекарство для ран, оставленных после катастрофической X Rebirth».

## Продажи
Летом 2018 года, благодаря уязвимости в защите Steam Web API, стало известно, что точное количество пользователей сервиса Steam, которые играли в игру хотя бы один раз, составляет 586 707 человек.